# Caradrina vicina
Caradrina vicina är en fjärilsart som beskrevs av Rom. 1885. Caradrina vicina ingår i släktet Caradrina och familjen nattflyn. Inga underarter finns listade i Catalogue of Life.